# 가모나정
가모나정(加茂名町)은 도쿠시마현 묘도군에 있던 정이다. 1937년에 도쿠시마시에 편입해 소멸하였다.
현재의 도쿠시마시 서부에 위치하며 대부분 가모나 지구, 일부는 사코 지구에 해당한다. 현재의 가모나정을 포함하지만, 더 넓은 현 가모나정은 그 중심지에서 벗어나 있다.

## 지리
도쿠시마시 서부, 아유쿠로강 우안(남동쪽 기슭)에 펼쳐져 요시노강 삼각주의 일부를 차지했었다. 

## 역사
- 1889년 10월 1일 - 정촌제 시행에 수반해 묘도군 가모나정이 성립하였다.
- 1937년 4월 1일 - 도쿠시마시에 편입해 소멸하였다.

## 참고문헌
- 『市町村名変遷辞典』東京堂出版、1990年。